# 문: 리믹스 RPG 어드벤처
《문: 리믹스 RPG 어드벤처》는 플레이스테이션으로 발매한 일본의 1997년 롤플레잉 비디오 게임이다. 개발사 러브데릭이 제작한 첫번째 게임으로, ASCII 엔터테인먼트가 배급을 담당했다. 전 스퀘어 개발자였던 키시 켄이치가 기획한 작품으로, 제작에 키무라 요시로, 쿠도 타로, 타니구치 히로후미 등이 참여했다.
《문》은 롤플레잉 게임 장르 자체를 조명하고 이야기를 전개하는 메타픽션이다. 작품 내에 등장하는 가상의 게임 〈문〉은 겉보기엔 16비트 롤플레잉 게임을 그대로 옮긴 평범한 소프트웨어같아 보이지만, 일련의 기이한 사건으로 말미암아 플레이어의 행동을 인식하게 되면서 〈문〉의 거주민들이 플레이어이 진행방식에 따라 점차적으로 다양한 반응을 보이게 된다.
최초로 발매된 플레이스테이션 판의 경우 일본에서만 발매됐다. 1997년 10월 16일에 처음 출시됐으며 이후 《플레이스테이션 더 베스트》 염가판 시리즈의 일환으로 1998년 11월 5일에 재발매됐다. 2019년 10월 10일, 《문》의 개발진 중 하나인 키무라 요시로가 운영하는 어니언 게임스가 닌텐도 스위치 이식판을 발매했다. 닌텐도 스위치판의 경우 최초로 일본 외 지역에서도 발매됐다.

## 참조
1. ↑  영어: Moon: Remix RPG Adventure, 일본어: ムーンリミックスRPGアドベンチャー.